# Sven Palmqvist (mineralog)
Sven Robert Palmqvist, född 23 juli 1905 i Stockholm, död 17 mars 1985 i Västanfors församling, var en svensk mineralog.
Sven Palmqvist var son till ingenjören Nils Palmqvist. Efter studentexamen vid Högre realläroverket på Östermalm 1924 blev han student vid Lunds universitet. Han var under sin studietid inackorderad hos Waldemar Biilow som kom att bli en livslång väg. Han blev 1927 filosofie kandidat, 1935 filosofie doktor och docent i mineralogi och innehade 1932-1936 olika amanuens- och lärartjänster, främst vid geologisk-mineralogiska institutet i Lund. 1936-1938 var Palmqvist anställd vid Ismay Zeros Ltd. i Dagenham, 1939-1944 vid Svenska projekterings AB och 1944 forskare vid Höganäs-Billesholms AB. Han var 1944-1970 forskningschef vid Secos pulvermetallurgiska avdelning inom Fagersta Bruks AB och 1970-1971 konsult där.